# 张官屯天主堂
张官屯天主堂，位于山西省大同市阳高县下深井乡张官屯村北。 
2011年10月24日，张官屯天主堂公布为第三批大同市文物保护单位，编号Ⅴ-8，近现代重要史迹及代表性建筑类。